# バランスラダー

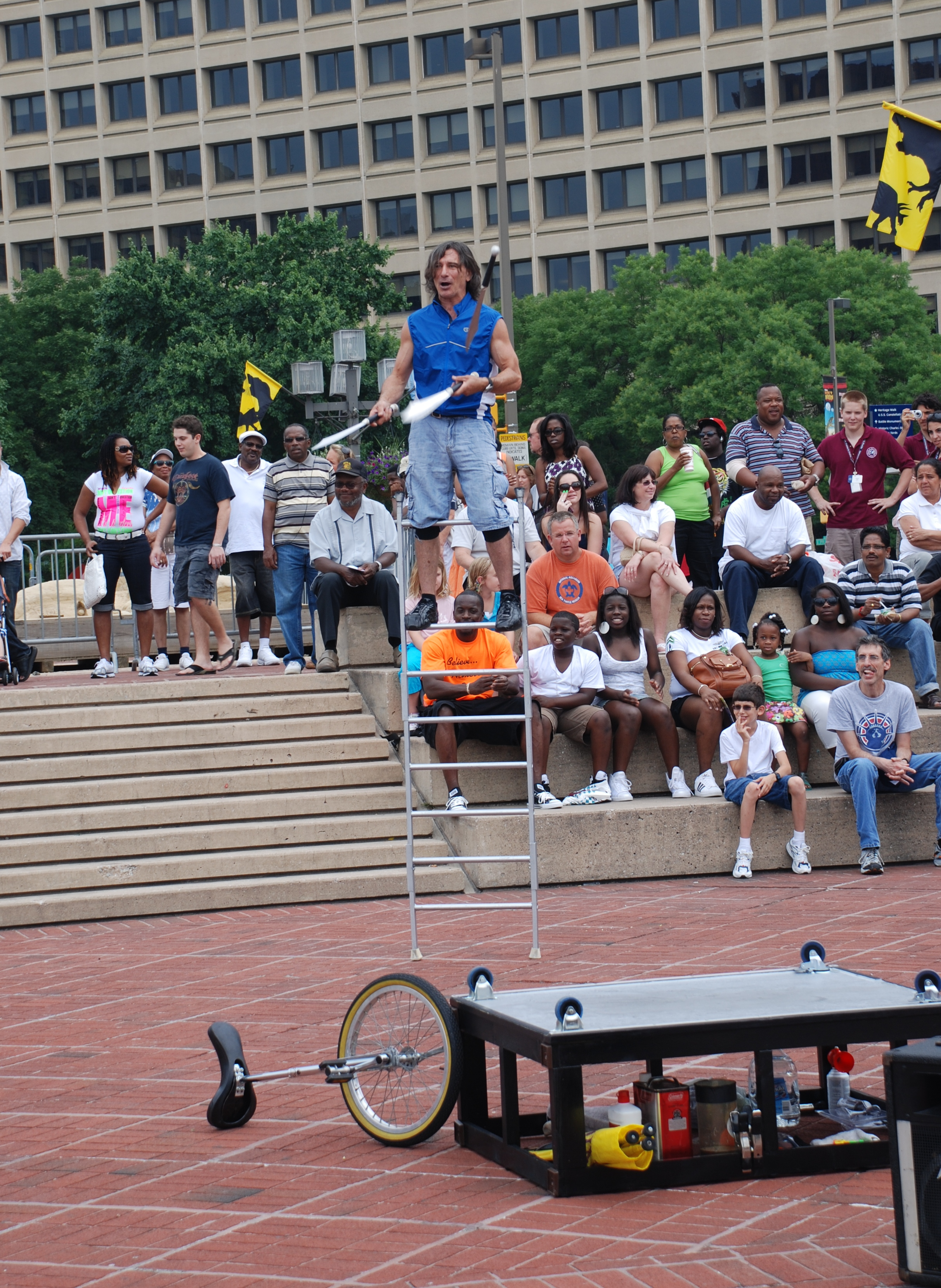
バランスラダーを用いたパフォーマンス

バランスラダーとは、ジャグリングの道具の一。支えのないはしごで、その上に立って使う。
はしごなので、バランスをとってみせるのみでなく、上り下りをすることが可能である。多くの場合、ただバランス芸を見せるだけでなく、その上でボールジャグリングなど、何か他のジャグリングと組み合わせて使われる。